# Secăria
Secaria là một xã thuộc hạt Prahova, România. Dân số thời điểm năm 2002 là 1363 người.